# Бобр (притока Одре)
Бобр (пољ. Bóbr) је река у Пољској. Дуга је 272 km. Улива се у Одру.